# Alain Bordeleau
Vous pouvez aider à l'améliorer ou bien discuter des problèmes sur sa page de discussion.
- Il ne s’appuie pas, ou pas assez, sur des sources secondaires ou tertiaires. (Marqué depuis avril 2020)
- Il n’est pas rédigé dans un style encyclopédique. (Marqué depuis avril 2020)

- Archive Wikiwix
- Bing
- Cairn
- DuckDuckGo
- E. Universalis
- Gallica
- Google
- G. Books
- G. News
- G. Scholar
- Persée
- Qwant
- (zh) Baidu
- (ru) Yandex
- (wd) trouver des œuvres sur Wikidata

Pour les articles homonymes, voir Bordeleau.
Alain Bordeleau, né le 7 octobre 1956, est un coureur de fond canadien. Il est détenteur du record québécois sur la distance du marathon.

## Biographie
Lors de son premier marathon, à Montréal, un jour où les températures excédaient les 30 degrés, Alain Bordeleau termine avec un temps de 2 h 23 min 29 s. À son deuxième essai sur la distance, toujours à Montréal, il réalise le temps de 2 h 16 min 36 s, soit une première pour un Québécois sous les 2 h 20. Lors des essais olympiques canadiens de marathon en 1984, Alain Bordeleau devait terminer deuxième pour assurer une participation à l'épreuve de marathon des Jeux olympiques d'été de 1984. Il termine deuxième en 2 h 14 min 19 s. 

### Après carrière
Alain Bordeleau est le président fondateur du marathon du P'tit Train du Nord.

## Palmarès et records
- Détenteur du record québécois du 10 000 mètres sur piste et du marathon[4]
- Olympien sur la distance du Marathon (Los Angeles en 1984)
- Multiple finaliste aux Championnats du monde de cross-country

| Discipline           | Temps           | Lieu   | Date            |
| -------------------- | --------------- | ------ | --------------- |
| 3 000 mètres steeple | 8 min 36 s 36   | Essen  | 21 juin 1985    |
| 5 000 mètres         | 13 min 41 s 77  | Oslo   | 27 juin 1985    |
| 10 000 mètres        | 28 min 08 s 87  | Eugene | 21 juillet 1984 |
| Marathon             | 2 h 14 min 19 s | Ottawa | 13 mai 1984     |